# مطبخ كاريبي

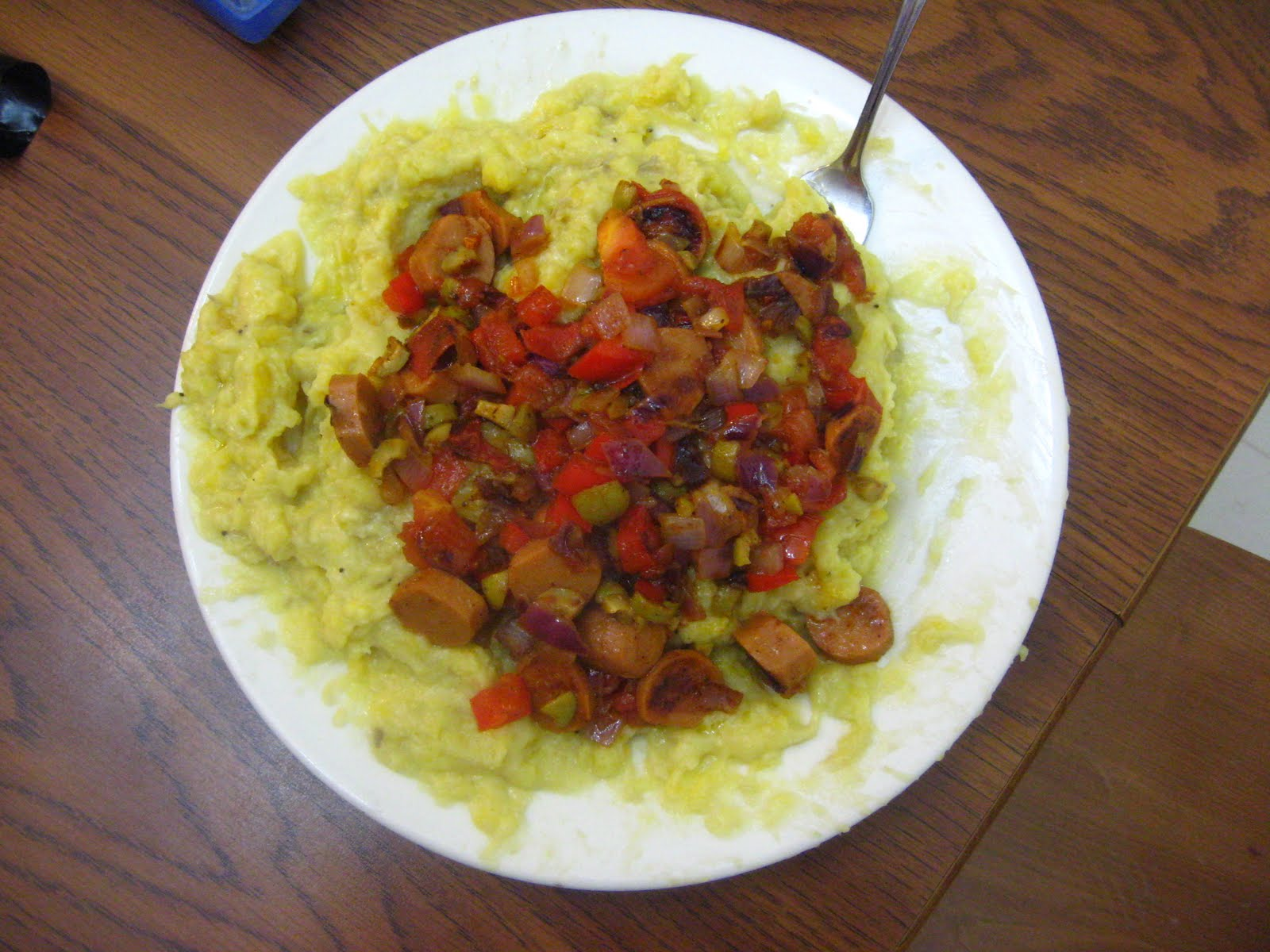

المطبخ الكاريبي هو نتاج انصهار المطابخ الأفريقية والأوروبية والهندية والصينية والاميركية التي جلبها المستعمرون معهم وقام الشعب الكاريبي بإضافة خليطهم الخاص ونكهاتهم المفضلة لخلق مأكولات كاريبية مميزة.
ومن أشهر الأطباق الكاريبية خارج منطقتهم هي اللحوم المقددة، وبخاصة الدجاج، التي يضاف لها البهارات المميزة. أما المنطاق الكاريبية الانكلوفونية، فتشتهر بأطباق لحم الماعز أو الدجاج مع الكاري. وهي من تأثير المطبخ الهندي. ويشكل أطباق الأرز مع الصلصات المختلفة أساسيات المأكل في جميع البلاد.

## حسب البلد
- مطبخ كولومبي
- مطبخ سلفادوري